# Madagaskar i olympiska sommarspelen 2004
Madagaskar i olympiska sommarspelen 2004 bestod av 9 idrottare som blivit uttagna av Madagaskars olympiska kommitté.

## Boxning
Lätt flugvikt
- Lalaina Rabenarivo
  - 16-delsfinal: Förlorade mot Hong Moo-Won från Sydkorea (outscored; omgång 3, 1:17)

Flugvikt
- George Jouvin Rakotoarimbelo
  - 16-delsfinal: Förlorade mot Fuad Aslanov från Azerbajdzjan (walkover)

## Friidrott
Herrarnas 110 meter häck
- Joseph Berlioz Randriamihaja
  - Omgång 1: 13.46 s (5:a i heat 5, kvalificerad, 18:e totalt) (nationellt rekord)
  - Omgång 2: 13.64 s (6:a i heat 1, gick inte vidare, T-23:a totalt)

Damernas 100 meter häck
- Rosa Rakotozafy
  - Omgång 1: 13.67 s (7:a i heat 2, gick inte vidare, 32:a totalt)

Damernas maraton
- Clarisse Rasoarizay
  - 2:48:14 (43:a totalt)

## Judo
Damernas halv lättvikt (-52 kg)
- Naina Cecilia Ravaoarisoa
  - Sextondelsfinal: Förlorade mot Ilse Heylen från Belgien (De-ashi-barai; w'ari ippon - 0:32)

## Tennis
| Spelare            | Gren      | Omgång 1                   | Omgång 2          | Åttondelsfinaler  | Kvartsfinaler     | Semifinaler       | Final / BM        | Final / BM       |
| Spelare            | Gren      | Motståndare Poäng          | Motståndare Poäng | Motståndare Poäng | Motståndare Poäng | Motståndare Poäng | Motståndare Poäng | Placering        |
| ------------------ | --------- | -------------------------- | ----------------- | ----------------- | ----------------- | ----------------- | ----------------- | ---------------- |
| Dally Randriantefy | Damsingel | Perebjnis (UKR) L 3–6, 4–6 | Gick inte vidare  | Gick inte vidare  | Gick inte vidare  | Gick inte vidare  | Gick inte vidare  | Gick inte vidare |